# Zimmer Quicksilver
Zimmer Quicksilver – samochód osobowy klasy luksusowej produkowany pod amerykańską marką Zimmer w latach 1984–1988.

## Historia i opis modelu

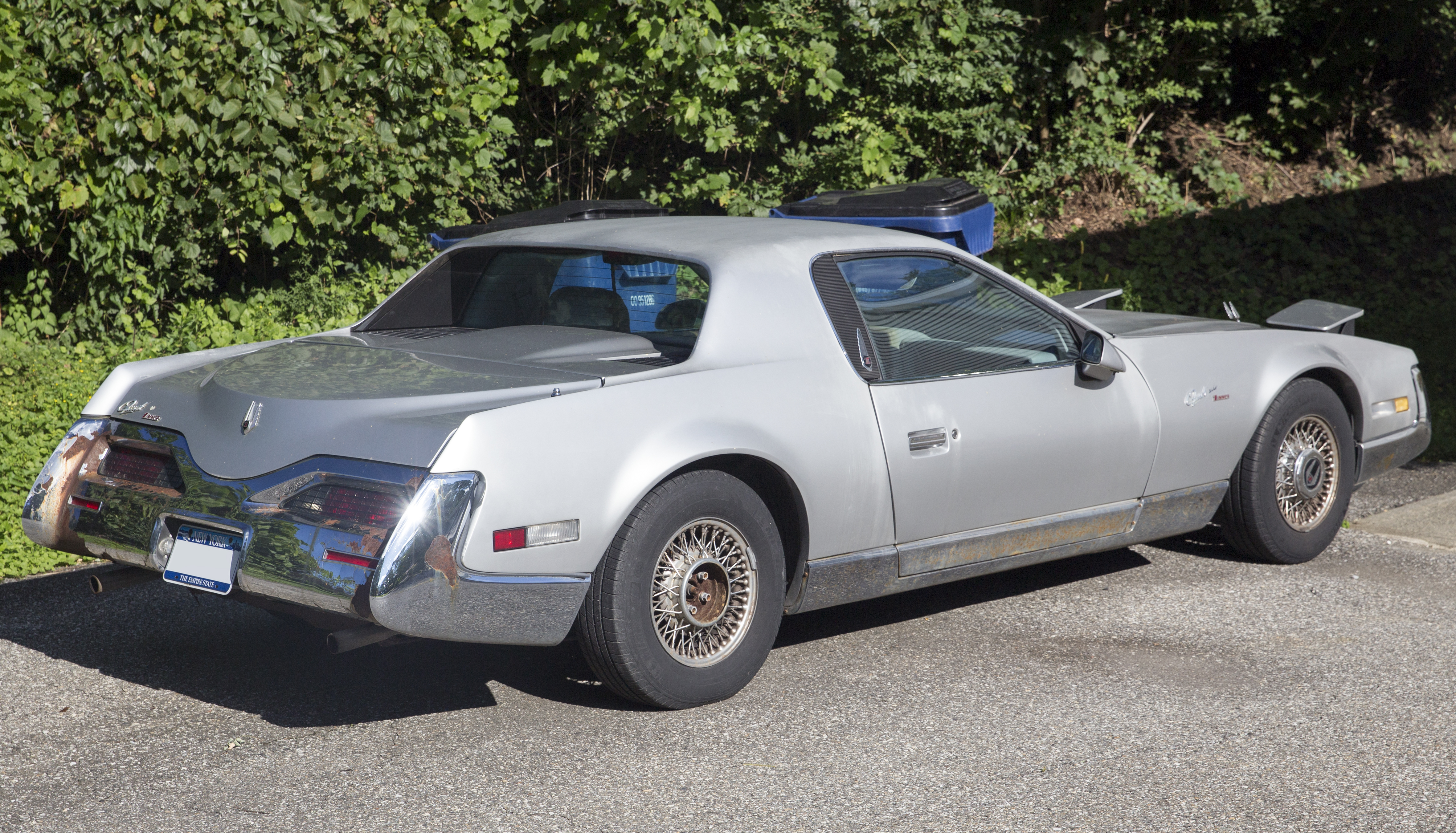
Zimmer Quicksilver - tył

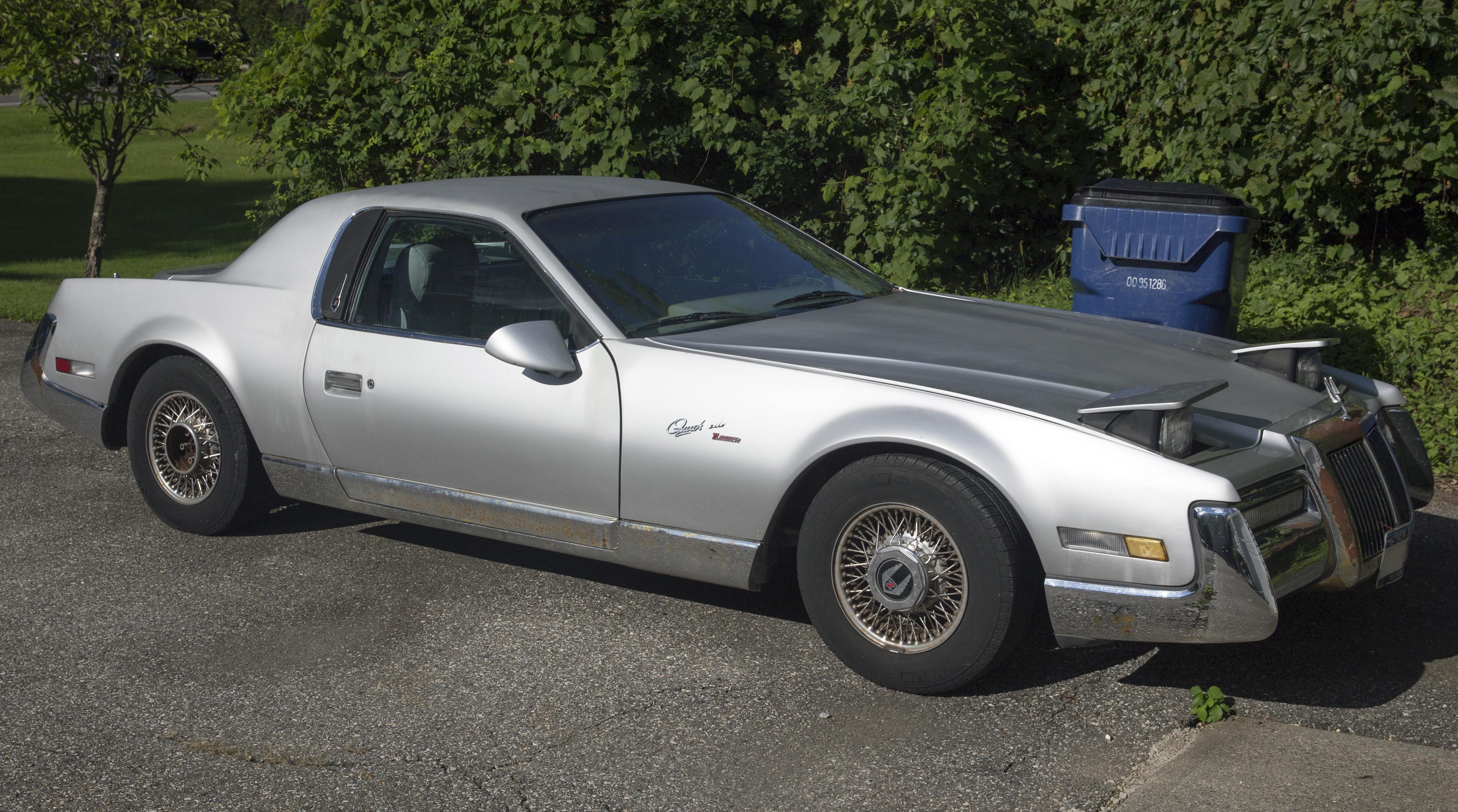
Zimmer Quicksilver - reflektory

W 1984 roku Zimmer poszerzył swoją ofertę dotychczas składającą się tylko z dużego, neoklasycznych modelu Golden Spirit została powiększona o mniejsze coupé. Quicksilver powstał w ramach współpracy z General Motors, opierając się na niewielkim sportowym Pontiaku Fiero.
W stosunku do pierwowzoru, Zimmer Quicksilver zyskał przeprojektowane i znacznie dłuższe nadwozie dzięki powiększonemu rozstawowi osi. Pojazd wyróżnił z charakterystyczny, długi przód, a także bogato zdobione chromem zderzaki i podwójne reflektory składające się z klasycznych kloszy oraz dodatkowej, drugiej pary chowanej w bryle maski.
Do napędu modelu Quicksilver Zimmer wykorzystał silnik General Motors wykorzystany do napędzania macierzystego Pontiaka Fiero. Był to benzynowy silnik V6 o pojemności 2,8 litra, rozwijający moc 140 KM. Napęd przenoszony był na oś tylną, a wzorem pierwowzoru Pontiaka silnik umieszczono centralnie.

### Sprzedaż
W stosunku do większego Golden Spirit, Zimmer Quicksilver był samochodem jeszcze bardziej niszowym i rzadszy, zbudowanym w ściśle ograniczonej i relatywnie krótkiej serii. W ciągu trwającej 4 lat produkcji, między 1984 a 1988 rokiem wyprodukowano w Pompano Beach na Florydzie 170 egzemplarzy luksusowego coupé.
Podobnie jak pierwszy produkt firmy Zimmer, także i Quicksilver jest samochodem poszukiwanym przez kolekcjonerów, trafiając na aukcje - w listopadzie 2016 roku wystawiono na nią pierwszy egzemplarz, a kolejna głośna sprzedaż w ten sposób odbyła się w 2020 roku.

### Silnik
- V6 2.8l GM 140 KM